# Myrmecophilus gigas
Myrmecophilus gigas är en insektsart som beskrevs av Ichikawa 2001. Myrmecophilus gigas ingår i släktet Myrmecophilus och familjen Myrmecophilidae. Inga underarter finns listade i Catalogue of Life.